# ريتشارد إل. نولان
ريتشارد إل. نولان (بالإنجليزية: Richard L. Nolan)‏ هو اقتصادي أمريكي، ولد في 28 أبريل 1940.